# William Fermor (1er baron Leominster)
Pour les articles homonymes, voir Fermor et Leominster.
William Fermor, 1er baron Leominster (alias Lempster) (3 août 1648 - 7 décembre 1711), appelé William Fermor, 2e baronnet de 1661 à 1692, est un homme politique anglais et un pair.

## Biographie
Il est le fils de William Fermor, 1er baronnet (1621-1661) (alias Farmer), de Easton Neston , dans le Northamptonshire, et de son épouse Mary Perry, veuve d'Henry Noel, deuxième fils d'Edward Noel, second vicomte Campden et une fille de Hugh Perry de la Cité de Londres.
Il fait ses études au Magdalen College, Oxford. Il succède à son père comme deuxième baronnet en 1661, et est élu député de Northampton en 1671 et à nouveau en 1679.
Il est élevé à la pairie le 12 avril 1692, en tant que baron Leominster (alias Lempster) de Leominster, Herefordshire.

## Easton Neston
Il reconstruit le manoir d'Easton Neston house et planifie les jardins et les plantations, les ailes étant conçues par Christopher Wren et achevées 20 ans plus tard, en 1702, par Nicholas Hawksmoor. Il orne le tout d'une partie des marbres d'Arundel qu'il a achetés et que son fils a tenté de restaurer avec l'aide du sculpteur italien Giovanni Battista Guelfi, érudit de Camillo Rusconi. La collection est ensuite grandement négligée. Le 20 mai 1736, Horace Walpole écrit à George Montagu : "Au retour, nous avons vu Easton Neston où, dans une ancienne serre, se trouve une magnifique statue de Cicéron haranguant une foule d'assemblée d'empereurs, de vierges vestales au nez nouveau, Vénus, des carcasses sans tête et des têtes sans carcasse, des morceaux de tombes et des hiéroglyphes. " Les marbres sont offerts en 1755 à l'Université d'Oxford par Henrietta Louisa, comtesse de Pomfret. Une description d'Easton Neston et de ses trésors d'art est incluse dans le catalogue des images du duc de Buckingham.

## Mariage et descendance
Fermor se marie trois fois,, :
- Avec Jane Barker, fille d’Andrew Barker de Fairford, Gloucestershire et a une fille:
  - Elizabeth Fermor (morte en mars 1705), décédé célibataire.
- En deuxièmes noces, il épouse Catherine Poulett, fille de John Poulett (3e baron Poulett), dont il a fille:
  - Mary Fermor, qui épouse John Wodehouse (4e baronnet), de Kimberley, Norfolk.
- En troisièmes noces, il épouse Sophia Osborne (1661-1746), veuve de Donough, Lord Ibrackan (petit-fils et héritier de Henry O'Brien (7e comte de Thomond)) et fille de Thomas Osborne (1er duc de Leeds) de son épouse, Bridget. Par Sophia, il a cinq enfants dont:
  - Thomas Fermor (1er comte de Pomfret), fils unique et héritier.
  - Matilda Fermor, qui épouse Edward Conyers, député de Copt Hall.

Il meurt le 7 décembre 1711. Son fils unique, Thomas Fermor est créé comte de Pomfret le 27 décembre 1721.